# 고창 선운사 소조비로자나삼불좌상
고창 선운사 소조비로자나삼불좌상(高敞 禪雲寺 塑造毘盧遮那三佛坐像)은 전북특별자치도 고창군 아산면 선운사에 있는 조선시대의 불상이다. 2012년 2월 22일 대한민국의 보물 제1752호로 지정되었다.

## 개요
고창 선운사 소조비로자나불좌상의 형태는 넓고 당당한 어깨,긴 허리, 넓고 낮은 무릎으로 인하여 장대하고 웅장한 형태미를 보여준다. 이러한 장대하고 웅장한 형태미를 갖춘 대형 소조상들은 법주사 소조비로자나삼불상, 귀신사 소조비로자나삼불상, 완주 송광사 소조석가여래삼불상 등 17세기 전반기 각지의 대표적인 사찰에서 조성된다. 대형의 소조불상의 조성 목적은 이전 시대와 달리 새로워진 불교계의 위상을 한껏 드러내고, 전란으로 소실된 불상을 빠른 시간 내에 재건하고자 하는 의지가 담겨있는 것으로 볼 수 있다. 따라서 이 비로자나삼불상은 양대 전란 이후 재건불사 과정과 당시 달라진 시대적 분위기를 직·간접적으로 대변해 주는 매우 귀중한 작품으로 평가된다.
또한 대좌의 밑면에 기록한 묵서명에서 불상의 조성과정을 상세히 기록하고 있을 뿐만 아니라 비로자나, 약사, 아미타라는 삼불상의 존명을 분명히 적시하고 있어 비로자나 삼불상의 도상연구에 기준이 된다. 그리고 1633년이라는 정확한 제작시기와 17세기 전반기의 대표적 조각승 무염과 그의 문하승(門下僧)에 의해 제작되었다는 정확한 조성주체가 밝혀져 있고, 대형의 상임에도 불구하고 조각적·종교적 완성도가 높은 우수한 작품이다.

## 같이 보기
- 선운사

## 참고 자료
- 고창 선운사 소조비로자나삼불좌상 - 국가유산청 국가유산포털